# Quicksand (chanson de David Bowie)
Pour les articles homonymes, voir Quicksand.
Quicksand est une chanson écrite par l'auteur-compositeur-interprète anglais David Bowie et parue le 17 décembre 1971 dans son album Hunky Dory, dont elle clôt la face A.

## Musique
Enregistrée le 14 juillet 1971 aux studios Trident à Londres à la quatrième prise, cette ballade est basée sur un arrangement de guitares acoustiques multipistes par Mick Ronson. Six prises du jeu de guitare de Bowie ont été enregistrées, et mixées ensemble dans un crescendo / decrescendo. Le producteur, Ken Scott, a cherché à recréer un son acoustique aussi puissant que celui qu'il venait de concevoir pour l'album de George Harrison All Things Must Pass.

## Paroles
Bowie évoque un narrateur désespéré, convaincu que seule la mort peut le conduire à la connaissance de lui-même.
Les paroles de la chanson, comme une grande partie du travail de Bowie à cette époque, sont inspirées par le bouddhisme, l'occultisme et le concept du surhomme de Nietzsche. Bowie y évoque la société magique Golden Dawn et l'un de ses membres les plus célèbres, Aleister Crowley. Il mentionne Heinrich Himmler, Winston Churchill et un autre nom propre, «Garbo», qui peut bien sûr faire référence à l'actrice Greta Garbo mais aussi à l'agent double de la Seconde Guerre mondiale Joan Pujol Garcia — dont le nom de code était Garbo.

## Accueil
Les rédacteurs en chef de New Musical Express Roy Carr et Charles Shaar Murray estiment que Quicksand est caractéristique de « Bowie dans son humeur la plus sombre et la plus métaphysique ». À sa sortie, Rolling Stone met en avant son « chant superbe » et « le beau motif de guitare de Mick Ronson ».

## Autres versions
- Bowie interprète la chanson dans le concert final du Ziggy Stardust Tour, en medley avec Life On Mars?[2] ;
- Quicksand est en avril 1974 la face B du single Rock 'n' Roll Suicide ;
- RCA Records a inclus la chanson dans coffret vidéo Life Time ;
- Une version démo en studio est sortie en bonus de la réédition Rykodisc de Hunky Dory en 1990 ;
- En 1997, Bowie enregistre une nouvelle version pour ChangesNowBowie[2] ;
- La même année pour le concert de son cinquantième anniversaire, il en donne une interprétation en duo avec Robert Smith[2]

## Crédits
- David Bowie - chant, guitare acoustique
- Mick Ronson - guitares acoustiques, Mellotron, arrangement de cordes
- Trevor Bolder - basse
- Mick Woodmansey - batterie
- Rick Wakeman - piano